# Barone Dufferin e Claneboye

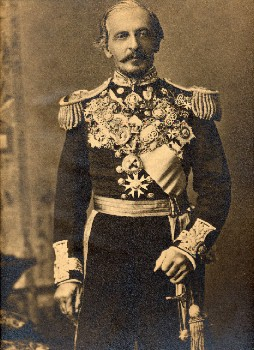
Frederick Temple Hamilton-Temple-Blackwood, I marchese di Dufferin e Ava

Barone Dufferin e Claneboye, di Ballyleidy e Killyleagh nella Contea di Down, è un titolo della Parìa d'Irlanda. Esso venne creato il 31 luglio 1800 per Dorcas, lady Blackwood. Ella era vedova di John Blackwood, II baronetto, Membro del parlamento irlandese per il distretto di Killyleagh e Bangor. La parìa venne intesa per il defunto sir John in pagamento del suo supporto per l'Act of Union del 1800 col quale Irlanda e Regno di Gran Bretagna erano stati fusi nel Regno Unito.

## Storia
Il titolo di Baronetto, di Killyleagh nella contea di Down, venne creato nella Baronettìa d'Irlanda nel 1763 per Robert Blackwood, padre di sir John Blackwood. Egli era a sua volta figlio di John Blackwood e di Ursula Hamilton, figlia e coerede di Robert Hamilton di Killyleagh, Countea di Down. La famiglia Blackwood, originaria scozzese, era una delle grandi famiglie proprietarie terriere della Contea di Down e controllava il villaggio e la costituente di Killyleagh presso il parlamento irlandese.
Lady Dufferin e Claneboye venne succeduta quindi da suo figlio, il secondo barone, il quale era già succeduto al padre col titolo di III baronetto. Egli rappresentò Killyleagh nella Camera dei Comuni irlandese e Helston assieme a Aldeburgh nella Camera dei Comuni inglese. Egli rimase senza figli e venne succeduto dal fratello minore, il III barone.
Il nipote di quest'ultimo, il V barone (Frederick Temple Hamilton-Temple-Blackwood, fu un esponente Liberale, diplomatico e amministratore coloniale che fu anche Governatore Generale del Canada e Viceré d'India. Nel 1850, all'età di 23 anni venne creato Barone Clandeboye, di Clandeboye nella Contea di Down, nella Parìa del Regno Unito, il che gli consentì di entrare a far parte della Camera dei Lords inglese. Nel 1871 egli venne creato Visconte Clandeboye, di Clandeboye nella Contea di Down, e Conte di Dufferin, nella Contea di Down, e nel 1888 venne portato al titolo di Conte di Ava, nella Provincia di Burma venendo elevato poco dopo al titolo di Marchese di Dufferin e Ava, nella Contea di Down e nella Provincia di Burma, titolo che fanno parte della parìa del Regno Unito.
Il titolo di Baronetto Blackwood, della Marina, venne creato nell'ambito del Baronettaggio del Regno Unito nel 1814 per Henry Blackwood, settimo figlio di sir John Blackwood, II baronetto e di Dorcas Blackwood, I baronessa Dufferin e Claneboye. Egli fu Vice-Admiral of the Blue nella Royal Navy e fu colui che ebbe l'onore di riportare al re il dispaccio annunciante la vittoria della Battaglia di Trafalgar nel 1805. Tale titolo dal 1988 è passato alla casata principale per l'estinzione della linea.

## Baronetti Blackwood, di Killyleagh (1763)
- Robert Blackwood, I baronetto (5 novembre 1694 – 1774). Blackwood venne creato baronetto il 1º luglio 1763. Egli sposò in prime nozze nel 1721 Joyce Leeson, sorella di Joseph Leeson, I conte di Milltown, dalla quale ebbe i seguenti eredi: Sir John Blackwood, II baronetto; Leeson Blackwood, che morì senza figli nel 1773; Margaret Blackwood, che sposò Stewart Banks. In secondenozze, nel 1729, si risposò con Grace Macartney, unica figlia di Isaac Macartney, dalla quale ebbe i seguenti figli: William Blackwood, che sposò Susannah, figlia di Thomas Bateman Lane; Grace Blackwood, che morì nubile nel 1824; Dorcas Blackwood, che morì nubile all'età di 93 anni nel 1833; Sarah Blackwood; Ursula Harriot Blackwood, che sposò Arthur Johnston.
- John Blackwood, II baronetto (m. 1799)
- Sir James Stevenson Blackwood, III baronetto (1755–1836) (succedette al titolo di Barone Dufferin e Claneboye nel 1807)

## Baroni Dufferin e Claneboye (1800)
- Dorcas Blackwood, I baronessa Dufferin e Claneboye (1726–1807)
- James Stevenson Blackwood, II barone Dufferin e Claneboye (1755–1836)
- Hans Blackwood, III barone Dufferin e Claneboye (1758–1839)
- Price Blackwood, IV barone Dufferin e Claneboye (1794–1841)
- Frederick Temple Hamilton-Temple-Blackwood, V barone Dufferin e Claneboye (1826–1902) (creato Conte di Dufferin nel 1871 e Marchese di Dufferin e Ava nel 1888)

## Marchesi di Dufferin e Ava (1888)
- Frederick Temple Hamilton-Temple-Blackwood, I marchese di Dufferin e Ava (1826–1902)
- Terence John Temple Hamilton-Temple-Blackwood, II marchese di Dufferin e Ava (1866–1918)
- Frederick Temple Hamilton-Temple-Blackwood, III marchese di Dufferin e Ava (1875–1930)
- Basil Sheridan Hamilton-Temple-Blackwood, IV marchese di Dufferin e Ava (1909–1945)
- Sheridan Frederick Terence Hamilton-Temple-Blackwood, V marchese di Dufferin e Ava (1938–1988)

## Baroni Dufferin e Claneboye (ricreato)
- Francis George Blackwood, X barone Dufferin e Claneboye (1916–1991)
- John Francis Blackwood, XI barone Dufferin e Claneboye (n. 1944)

## Baronetti Blackwood, della Marina (1814)

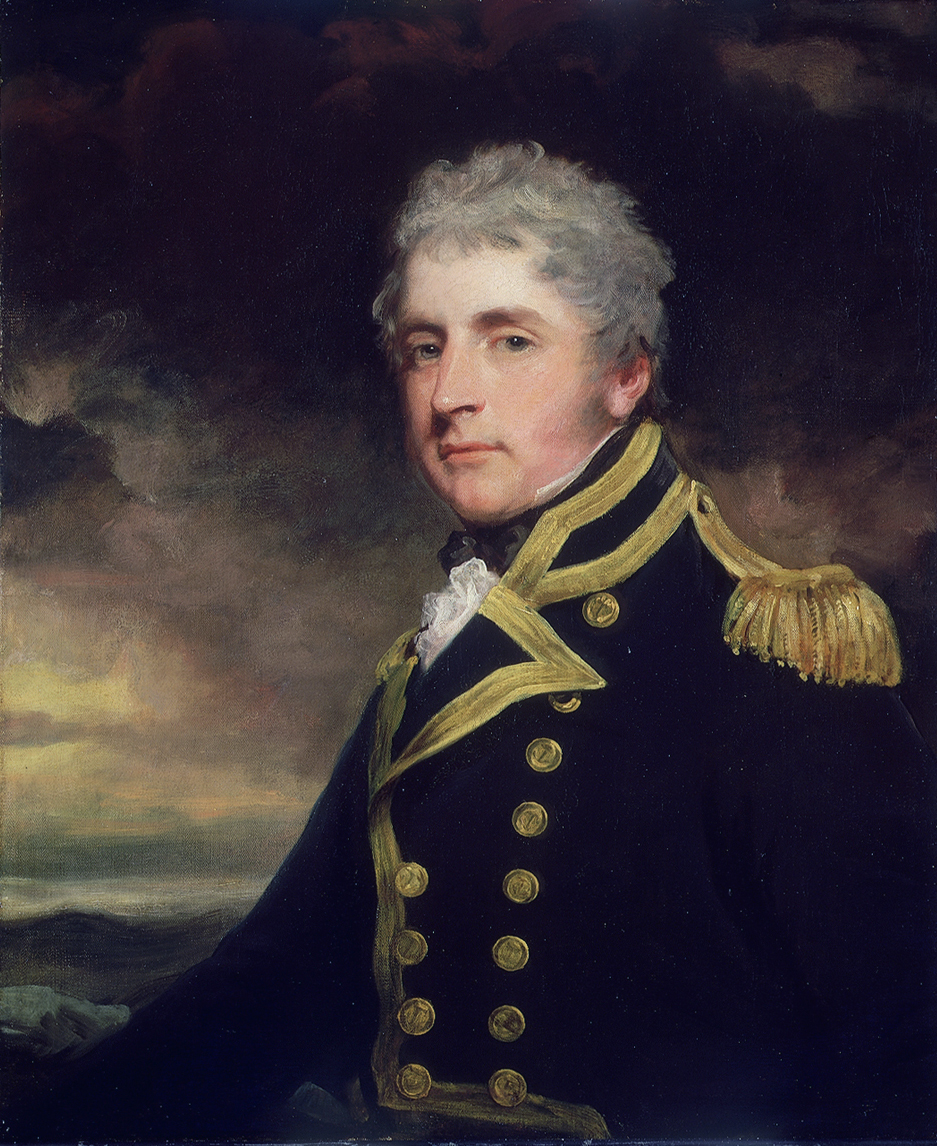
Sir Henry Blackwood,
I baronetto

- Sir Henry Blackwood, I baronetto (1770–1832)
- Sir Henry Martin Blackwood, II baronetto (1801–1851)
- Sir Henry Blackwood, III baronetto (1828–1894)
- Sir Francis Blackwood, IV baronetto (1838–1924)
- Sir Henry Palmer Temple Blackwood, V baronetto (1896–1948)
- Sir Francis Elliot Temple Blackwood, VI baronetto (1901–1979)
- Sir Francis George Blackwood, VII baronetto (1916–1991) (succedette come barone Dufferin e Claneboye nel 1988)

Per gli altri Baronetti della Marina, vedi sopra